# Chiara Sacchi
Chiara Sacchi (Haedo, provincia de Buenos Aires, 2002) es una activista por el clima argentina.

## Vida personal
Sacchi nació y creció en Haedo, en Buenos Aires, y estudió en Elmina Paz de Gallo, en El Palomar. Creció en un entorno familiar en el que siempre estuvo presente llevar una alimentación saludable, y por eso muchas de sus acciones como activista giran en torno a este tema. También ha destacado en varios discursos y entrevistas que se vio impulsada a actuar por el cambio climático ya que le aterrorizaban los cambios bruscos de temperatura en su tierra natal.

## Activismo
Formó parte del histórico movimiento «La juventud contra la crisis climática», junto con la activista sueca Greta Thunberg y otros 16 jóvenes activistas. Se trataba de una iniciativa que pedía al Comité de los Derechos del Niño de las Naciones Unidas que responsabilizara a los gobiernos de Argentina, Brasil, Francia, Alemania y Turquía por su inacción ante la crisis climática. Esta petición fue la primera denuncia formal presentada por un grupo de jóvenes menores de 18 años sobre el cambio climático en el marco de la Convención sobre los Derechos del Niño de las Naciones Unidas.
Sacchi ha participado como activista militante en la organización Slow Food de Argentina, un grupo global que trabaja para la protección de la biodiversidad y la alimentación buena, limpia y justa. Con respecto al activismo relacionado con la alimentación saludable, también ha participado en Terra Madre Salone del Gusto, una muestra gastronómica internacional que se celebra cada dos años en Turín y que reúne a productores y artesanos de alimentos de todo el mundo. Así como en las actividades de la Comunidad Cocina Soberana de Buenos Aires, una organización alimentaria que forma parte del movimiento slow food en Buenos Aires.
 

Se ha convertido en una referencia sobre soberanía alimentaria:
Promuevo los principios de Slow Food porque creo que hay otras maneras de producir comida, que no sean dañinas con la naturaleza y las personas... Los gobiernos no sólo no están tomando medidas para regular y prevenir los daños causados por el sistema alimentario, si no que además están permitiendo que sustancias tóxicas continúen contaminando nuestra comida. 
Sacchi es también una activista comprometida con la acción climática colectiva: 
Todo gran cambio proviene de las masas, del pueblo... Cuando hablo de salir a la calle, hablo de movilizar, de crear fuerza colectiva.
Conocida por su lema «Devuélvannos nuestro futuro», Sacchi forma parte de un creciente movimiento juvenil que promueve la equidad intergeneracional en la acción climática.